# In Love (EP)
Pour l’article homonyme, voir In Love.
Albums de Kara
Day & Night
(2014) Girl's Story
(2015)
Singles
1. Cupid
Sortie : 26 mai 2015

In Love est le septième mini-album coréen du girl group sud-coréen Kara. Il est sorti le 26 mai 2015 avec la chanson "Cupid" comme titre promotionnel.

## Promotion
Le groupe révèle le titre-phare de l'album, "CUPID", au 2015 Dream Concert le 23 mai, avant la sortie officielle de l'album ainsi que de la chanson,,. Après ça, le groupe a tenu un showcase le 26 mai, au Blue Square Samsung Card Hall  à 20 heures (KST) le même jour que la sortie du mini-album,. Elles commencent leur cycle de promotion le 28 mai au Show Champion de MBC, interprétant "Starlight" et le titre promotionnel "Cupid". La semaine suivante, elles gagnent leur premier trophée pour "Cupid" lors du The Show, le 2 juin. Le groupe finit son cycle de promotions pour l'album le 21 juin 2015.

## Liste des titres
| Liste des pistes officielle | Liste des pistes officielle | Liste des pistes officielle | Liste des pistes officielle                            | Liste des pistes officielle | Liste des pistes officielle | Liste des pistes officielle | Liste des pistes officielle | Liste des pistes officielle | Liste des pistes officielle |
| No                          | Titre                       | Auteur                      | Producteur(s)                                          | Durée                       |                             |                             |                             |                             |                             |
| --------------------------- | --------------------------- | --------------------------- | ------------------------------------------------------ | --------------------------- | --------------------------- | --------------------------- | --------------------------- | --------------------------- | --------------------------- |
| 1.                          | Starlight                   | Lee Ju-hyung, Chu Dae-gwan  | Lee Ju-hyung, Chu Dae-gwan                             | 3:29                        |                             |                             |                             |                             |                             |
| 2.                          | CUPID (큐피드)              | Nassun, e.one, EJ SHOW      | e.one, EJ SHOW                                         | 3:25                        |                             |                             |                             |                             |                             |
| 3.                          | In Those Days (그땐그냥)    | 어벤전승                    | 어벤전승                                               | 3:19                        |                             |                             |                             |                             |                             |
| 4.                          | I Luv Me                    | Kang Jun-myung, Nam Gi-sang | Kwon Sun-ig, Kim Jae-woong, Nam Gi-sang, Jung Taek-jun | 3:08                        |                             |                             |                             |                             |                             |
| 5.                          | Peek-A-Boo                  | Yoon Young-min              | Park Soo-suk, Yoon Young-min                           | 3:18                        |                             |                             |                             |                             |                             |
| 6.                          | Dreamlover                  | Dittomood                   | Lee Jun-yeop, MachWave                                 | 3:29                        |                             |                             |                             |                             |                             |
| 19:59                       |                             |                             |                                                        |                             |                             |                             |                             |                             |                             |

## Classement
| Classement                           | Meilleure position |
| ------------------------------------ | ------------------ |
| Corée du Sud Gaon weekly album chart | 2                  |

### Ventes et certifications
| Classement            | Quantité       |
| --------------------- | -------------- |
| Gaon physical sales   | Plus de 13 883 |
| Oricon physical sales | Plus de 3 022  |

## Historique de sortie
| Pays          | Date        | Format                   | Label                        |
| ------------- | ----------- | ------------------------ | ---------------------------- |
| Corée du Sud, | 26 mai 2015 | CD, téléchargement légal | DSP Media LOEN Entertainment |
| Monde entier  | 26 mai 2015 | Téléchargement légal     | DSP Media LOEN Entertainment |